# Unione dei comuni della Versilia
L'Unione dei comuni della Versilia è una associazione di comuni toscani ricadenti in Versilia, in Provincia di Lucca.
L'Unione dei comuni nacque formalmente nel 2008 per effetto del D.Lgs. n. 267 del 18.8.2000 e della L.R.T. 26.6.2008, n. 37, sostituendosi alla preesistente comunità montana Alta Versilia.
L'ente, a cui aderiscono i comuni di Camaiore,Massarosa, Seravezza e Stazzema, gestisce materie delegate dalla Regione Toscana, come l'antincendio boschivo e il patrimonio agricolo e forestale. 
Essa, inoltre, esercita in forma associata funzioni comunali come ad esempio lo sportello unico per le attività produttive,il Vincolo idrogeologico Forestale, (SUAP) e la realizzazione di opere pubbliche con valenza intercomunale. 
In quest'area sono presenti cave attive e miniere ormai dismesse da molti anni. Da diversi anni, a causa dell'elevato impatto paesaggistico ed ambientale in un territorio ricco di biodiversità e geodiversità come quello delle Alpi Apuane, le coltivazioni delle cave sono maggiormente attenzionate dai vari Enti controllori tra cui Regione Toscana, Arpat, Parco delle Alpi Apuane e AUSL.